# Kizilbasch
Die Kizilbasch, eigentlich Qizilbasch, (osmanisch/persisch قزلباش, DMG Qizilbāš; modernes türkisch Kızılbaş ‚Rotköpfe‘) waren seit etwa der Mitte des 15. Jahrhunderts Anhänger des schiitischen Sufi-Ordens der Safawiden (Safawiyya), die diese zuerst aus den turkmenischen Nomadenstämmen Āzarbāydschāns, später jedoch aus allen Regionen ihres Reiches rekrutierten. Ihr Name leitet sich von der charakteristischen roten Kopfbedeckung (pers. Tark-e Ḥaydarī ‚Haydar'scher Helm‘) mit zwölf Zwickeln her, die ihr Ordensmeister Haydar (um 1460–1488) eingeführt haben soll. Obwohl im Ursprung turkmenisch, bezieht sich der Ausdruck Qizilbasch heute nicht mehr auf eine ethnische Gruppe und wird in bestimmten Regionen als Synonym für die Schia und Aleviten verwendet. Das Wort hat heutzutage gelegentlich pejorativen Charakter.
Der Ursprung der Qizilbash kann ab dem 15. Jahrhundert datiert werden, als der spirituelle Großmeister der Bewegung, Shaykh Haydar (das Oberhaupt des Safaviyya-Sufi-Ordens), seine Anhänger in militanten Truppen organisierte. Die Qizilbash bestanden ursprünglich aus sieben türkischen, alle aserbaidschanisch sprechenden Stämmen: Rumlu, Shamlu, Ustajlu, Afshar, Qajar, Tekelu und Zulkadar.

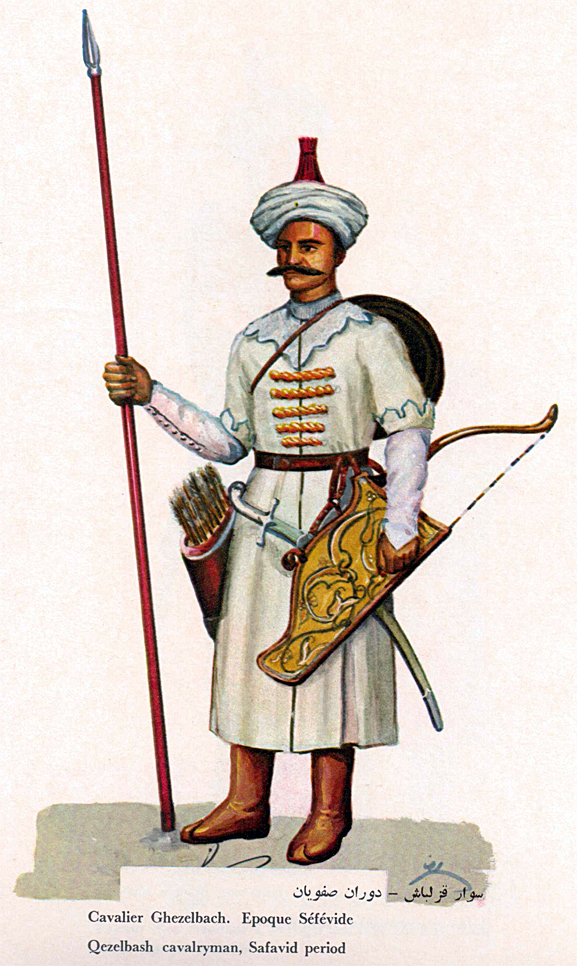
Ein safewidischer Kizilbasch-Soldat mit der typischen roten Kopfbedeckung

## Die sieben turkmenischen Gründerstämme der Kizilbasch-Streitmacht
- Schāmlū (wörtlich „aus Schām“)
- Rūmlū (wörtlich „aus Rūm“)
- Ustādschlū
- Takkalū
- Dulghadīr
- Qādschār
- Afschār

## Geschichte
1501 nahmen die Kizilbasch unter ihrem Ordensmeister und späteren Schah Isma'il I. die Stadt Täbris ein und eroberten in den folgenden neun Jahren den gesamten Iran, den Irak und den Westen Afghanistans. Schon bald kamen sie mit den Osmanen in Konflikt, die zu dem Zeitpunkt alle Teile des Byzantinischen Reiches erobert hatten. Beim ostanatolischen Tschaldiran wurden die waffentechnisch stark unterlegenen Kizilbasch 1514 partiell von Sultan Selim I. geschlagen. Er ließ Tausende von Kizilbasch in seinem östlichen Herrschaftsbereich hinrichten, sodass die weiter im Westen im Gebirge lebenden Kizilbasch sich in einer Lage der Isolation befanden. Aus dieser Situation entstanden, in Verbindung mit dem Bektaschi-Orden, die „Aleviten“ der heutigen Türkei.

## Persien
In Persien stellten die turkmenischen Kizilbasch unter den ersten beiden Safawidenschahs die Militäraristokratie, wurden jedoch unter Abbas I. (regierte 1588–1629) ausgeschaltet und abgedrängt (u. a. die Afscharen und die Kadscharen), zum Teil auch zu Staatsadministratoren und Reichsverwaltern umgeschult. An ihre Stelle traten persische, armenische und georgische Elitesoldaten, die z. T. den Namen Kizilbasch als Prestigetitel bis zum Zerfall des Safawidenreiches weiterführten. Ihre Nachkommen bezeichnen sich noch heute als Kizilbasch.
Jedoch beteiligten sich noch im Jahr 1738 am Indien-Feldzug von Nadir Schah Kizilbasch-Truppen, die sich teilweise in Afghanistan niederließen und bis zum heutigen Tage eine schiitische Minderheit stellen. Die den Safawiden folgenden Herrscherdynastien, Afscharen und Kadscharen, gehen auf Kizilbasch-Stämme zurück.

## Afghanistan
Die Kizilbasch im heutigen Afghanistan sind Nachkommen von Administratoren und Staatsbeamten, die unter den Afschariden und der Durrani hier angesiedelt wurden. Zum Teil wurden sie auch nach der Gründung Afghanistans von den Herrschern als gebildete Beamtenklasse zu neuen Statthaltern beauftragt. Sie sind Zwölfer-Schiiten und persischsprachig. Sie leben vor allem in Kabul, Herat und Kandahar und gehörten lange zur Elite, bevor sie unter dem afghanischen König Abdur Rahman Khan im 20. Jahrhundert von paschtunischen Nationalisten und sunnitischen Geistlichen entmachtet wurden. Sie werden heute in der Regel zum Volk der Tadschiken gezählt.